# Stave (Serbia)
Stave (cyr. Ставе) – wieś w Serbii, w okręgu maczwańskim, w gminie Krupanj. W 2011 roku liczyła 369 mieszkańców.